# Ecuația funcțională a lui Cauchy

## Ecuația lui Cauchy peR{\displaystyle \mathbb {R} }
Ecuația funcțională considerată de Cauchy încă înainte de anul 1900, s-a dovedit deosebit de dificilă.Determinarea soluțiilor discontinue ale acestei ecuații a dat de lucru multor matematicieni.

## Noțiuni introductive
Definiție: Ecuația funcțională {\displaystyle (C):{\begin{cases}f:\mathbb {R} \to \mathbb {R} \\f(x+y)=f(x)+f(y);&x,y\in \mathbb {R} \end{cases}}} 
 se numește ecuația lui Cauchy iar soluțiile ei se numesc funcții aditive.

## Proprietăți
Teoremă: Dacă {\displaystyle f:\mathbb {R} \to \mathbb {R} } este o funcție aditivă, atunci : 
 (a) {\displaystyle f(q)=qf(1),} pentru orice {\displaystyle q\in \mathbb {Q} ;} 
 (b){\displaystyle f(qx)=qf(x),} pentru orice {\displaystyle q\in \mathbb {Q} } și {\displaystyle x\in \mathbb {R} ;} 
 (c) Funcția {\displaystyle g:\mathbb {R} \to \mathbb {R} ,g(x)=f(x)-f(1)\cdot x,\ \ x\in \mathbb {R} } este funcție aditivă și restricția ei la {\displaystyle \mathbb {Q} } este {\displaystyle g\mid _{\mathbb {Q} }=0.}
Demonstrație: Din condiția {\displaystyle f(x+y)=f(x)+f(y);x,y\in \mathbb {R} ,} 
 prin inducție rezultă {\displaystyle f(x_{1}+x_{2}+\ldots +x_{n})=f(x_{1})+f(x_{2})+\ldots +f(x_{n})} 
 și în particular 
 {\displaystyle f(nx)=nf(x);n\in \mathbb {N} } 
 {\displaystyle f(0)=0} 
 {\displaystyle f(-nx)+f(nx)=f(0)=0,} deci {\displaystyle f(-nx)=-nf(x).} 

Deci {\displaystyle f(kx)=kf(x);k\in \mathbb {Z} ,x\in \mathbb {R} .} 
 Avem: {\displaystyle f(x)=f({\frac {x}{n}}+\ldots +{\frac {x}{n}})=nf({\frac {x}{n}}),} 
 deci 
 {\displaystyle f({\frac {x}{n}})={\frac {1}{n}}f(x)} și 
 {\displaystyle f({\frac {mx}{n}})={\frac {1}{n}}f(mx)={\frac {m}{n}}f(x);\ \ m,n\in \mathbb {Z} ,\ \ n\neq 0,\ \ x\in \mathbb {R} ,} 
 deci {\displaystyle f(qx)=qf(x);x\in \mathbb {R} ,q\in \mathbb {Q} .} 
 Pentru {\displaystyle x=1} obținem {\displaystyle f(q)=qf(1),\ \ q\in \mathbb {Q} ,} deci punctele (a), (b) din teoremă sunt demonstrate. 
 (c) Din (a) {\displaystyle f(q)=qf(1),\ \ q\in \mathbb {Q} ,} deci 
 {\displaystyle f(q)-qf(1)=0.} 
 Avem {\displaystyle g(x+y)=f(x+y)-(x+y)f(1)=f(x)-xf(1)+f(y)-yf(1)=g(x)+g(y),\ \ x,y\in \mathbb {R} ,} 
 deci {\displaystyle g} este aditivă.
Observația:Dacă {\displaystyle g:\mathbb {R} \to \mathbb {R} } este o funcție aditivă și {\displaystyle g\mid _{\mathbb {Q} }=0} atunci {\displaystyle Img={0}} sau {\displaystyle Img} este o mulțime densă în {\displaystyle \mathbb {R} .}